# Dorcadion punctipenne
Dorcadion punctipenne là một loài bọ cánh cứng trong họ Cerambycidae.